# Verscio
Verscio es una comuna suiza del cantón del Tesino, situada en el distrito de Locarno, círculo de Melezza. Limita al norte con las comunas de Maggia y Avegno-Gordevio, al este con Tegna, al sur con Losone, y al oeste y noroeste con Cavigliano.